# Verena Lappe
Verena Lappe (* 29. Mai 1956 in Hamburg) ist eine Hamburger Politikerin der Grün-Alternativen Liste (GAL).

## Leben
1975 verließ sie das Gymnasium Oberalster mit dem Abitur. Sie absolvierte von 1975 bis 1977 eine Ausbildung zur Buchhändlerin. Lappe war von 1973 bis 1979 ehrenamtliche Sport-Jugendleiterin. Von 1978 bis 1984 studierte sie an der Universität Hamburg Psychologie. Anschließend war sie bis 1987 in einer juristischen Fachbuchhandlung tätig. Von 1987 bis 1996 war sie Lehrbeauftragte an verschiedenen Universitäten und Fachbereichen zum Thema „Frauenforschung“; 1996 promovierte sie. Von 1992 bis 1995 war sie ehrenamtliche Beraterin des so genannten „Lesbentelefons“ im Magnus-Hirschfeld-Zentrum.
Lappe lebt seit 2001 in eingetragener Lebenspartnerschaft; sie und ihre Partnerin waren das erste lesbische Paar, die sich nach Einrichtung der Hamburger Ehe, dem Vorläufer des Lebenspartnerschaftsgesetzes, 1999 eintragen ließen.

## Politik
Von 1997 bis 2001 war sie Mitarbeiterin der GAL-Bürgerschaftsfraktion. Lappe war von 1999 bis 2001 Sprecherin für die GAL im Frauenausschuss Nord. 2001 trat sie der GAL bei. Von Oktober 2001 bis März 2008 war sie Mitglied der Bürgerschaft der Freien und Hansestadt Hamburg. Als Landtagsabgeordnete war sie Mitglied des Haushaltsausschusses und seit 2004 Vizepräsidentin der Hamburgischen Bürgerschaft. Bei den Wahlen am 24. Februar 2008 verfehlte Lappe den Wiedereinzug in die Bürgerschaft und verlor ihr Bürgerschaftsmandat; seit Juni 2008 ist sie
Mitarbeiterin der GAL-Bürgerschaftsabgeordneten und Vizepräsidentin Nebahat Güclü für die Ressorts Soziales, Migration und Frauen.